# Velodrom Sofia
Das Velodrom Sofia oder Serdika-Velodrom Sofia (bulg. Колодрум/Kolodrum) ist eine Freiluft-Radrennbahn mit einer 333,33 Meter langen Bahn. Sie liegt in der bulgarischen Hauptstadt Sofia im Park Borisowa gradina.

## Beschreibung
Die Bahn ist als Betonkonstruktion auf Betonsäulen verankert. Sie hat eine Länge von 333,33 m und eine Breite von 6,60 m, die maximale Kurvenneigung (Überhöhung) beträgt 42°. Der Bahnbelag besteht aus Beton. Es gibt 5000 Zuschauerplätze.

## Geschichte
Der Sofioter Radsportklub wurde am 3. Januar 1889 mit 16 Mitgliedern gegründet, von denen die meisten Deutsche waren. Schließlich waren die Landesfürsten deutschen (Alexander I. – 1879 bis 1886 Fürst von Bulgarien) bzw. österreichischen (Ferdinand I. – ab 1887 Prinzregent) Ursprungs. Folglich war das erste Vereinsstatut auch auf Deutsch verfasst.
Im März 1899 hatte der Sofioter Radsportklub bereits 78 Mitglieder und bemühte sich deshalb um eine 2,2 ha große Fläche in Sofia zur Errichtung einer Radrennbahn. Das Velodrom (damals an einer anderen Stelle) wurde am 15. August 1900 mit einer Radrennveranstaltung feierlich eröffnet und zog auch die Radsportler aus der bulgarischen Provinz an. Die Wettkampfdisziplinen waren unter anderem: Langsamfahren über 200 m und Zeremonie-Fahren, wobei die Musiker das Fahrradfahrerlied spielten.
Der Bulgarische Fahrradfahrerverband (bulg. Български колоездачен съюз) wurde am 16. August 1902 gegründet und vereinigte die Radsportverbände aus verschiedenen bulgarischen Städten, von denen der Sofioter Radsportklub der älteste war.
Dem Nachfolger des Sofioter Radsportklubs, dem Ersten Bulgarischen Verbands-Radsportklub Sofia, wurde 1908 eine Fläche von zwei Hektar hinter dem Alexandrowska Krankenhaus, an der Chaussee nach Knjaschewo, überlassen, um dort das erste richtige Velodrom Bulgariens zu bauen. Auf dieser Parzelle wurde 1911 mit dem Bau eines Velodrom mit einer 333-Meter-Bahn begonnen. Die Balkankriege (1912/13 und 1913) verhinderten jedoch die Fertigstellung. 1912 explodierten dort der in einem Gebäude gelagerte Sprengstoffe des Makedonien-Adrianopel-Freiwilligen-Korps und zerstörten die Anlage. Der Radfahrerverband erhielt keine Entschädigung für den entstandenen Schaden und nach dem 2. Balkankrieg wurde ihm das Grundstück weggenommen, um es in kleinen Parzellen an Wohnungssuchende zu vergeben. 
Der Sofioter Radsportklub bemühte sich jahrelang um eine neue Fläche für den Bau eines neuen Velodroms. Der Bulgarische Sportverband und der Erste Bulgarische Verbands-Radsportklub Sofia erreichten bei der Gemeinde Sofia, dass 1922 dem Bulgarischen Verband der Radfahrer von der Stadtversammlung Sofia sechs Hektar in der Gegend Pustinjata (bulgarisch für: die Wüste) im Borisowa gradina zugesprochen wurden, als Ersatz für das alte, in Bau befindliche, während des Balkankrieges zerstörte Velodrom, das ihnen weggenommen wurde. Diese sechs Hektar wurden ihnen für 15 Jahre zur kostenlosen Nutzung überlassen, mit der Bedingung, dass sie den Platz herrichten, die erforderlichen Bauten in Abstimmung mit der Gemeinde Sofia errichten und nach Ablauf der 15-Jahres-Frist alle Einrichtungen und Bauten zur weiteren Nutzung in den Besitz der Gemeinde Sofia übergehen.
Auf diesem Areal, dem heutigen Standort des Velodroms in Sofia, wurde 1924 die erste Radrennbahn gebaut. Da der dauernde Unterhalt dieser lediglich aus aufgeschütteter Erde bestehenden Bahn zu aufwendig wurde und nicht richtig ausgeführt war, wurde für das 15. Verbands-Radsporttreffen 1928 eine Schotterbahn angelegt. 
Für die Balkaniade 1931 wolle die Leitung des Sofioter Radfahrervereins jedoch ein modernes Velodrom mit einer Betonpiste bauen lassen. Zu diesem Zweck wurden vom Pariser Architekten Lamberg, einem Spezialisten für den Bau von Velodromen, die Pläne für den Bau eines Velodroms gekauft. Das Bulgarische Olympische Komitee unterstützte den Bau finanziell. Die Radrennbahn wurde mit den heutigen Maßen (Länge 333,33 m; Breite 6,60 m) gebaut. Allein die Betonpiste kostete 1,5 Mill. Lewa. Vom 27. September bis 4. Oktober 1931 wurde die Balkaniade in Sofia veranstaltet, mit Radfahrern aus Bulgarien, Griechenland und Jugoslawien. Die Bulgaren gewannen alle Titel. Zu jener Zeit gab es in Bulgarien bereits 37 Velodrome, während es in Jugoslawien nur zwei Velodrome gab und in Griechenland nicht eins. In den Folgejahren wurden weitere Gebäude neben dem Velodrom errichtet: Umkleideräume, Duschen, Werkstätten, Lager, Pavillons. Bis zum Zweiten Weltkrieg wurden im Velodrom von Sofia zahlreiche nationale und internationale Wettkämpfe ausgetragen.
Nach dem Bulgarischen Putsch von 1944, am 9. September 1944, wurden auf Weisung des Ministeriums des Inneren am 9. und 10. Dezember 1945 der Bulgarische Radsportverband und der Bulgarische Motorradsportverband vereinigt. Das Velodrom wurde weiter vom Radsportverband bewirtschaftet. Erst im Januar 1973 wurde das Velodrom vom Stadtbezirksrat des Sofioter Stadtbezirks Lenin nationalisiert. Das nunmehr staatliche Velodrom wurde der Abteilung "Sportimmobilien und -veranstaltungen" beim Bulgarischen Turn und Sportbund verwaltet. 
Vor einigen Jahren wurde das Velodrom in Velodrom Serdika umbenannt und der Nachfolgefirma Nationale Sportbasis (National Sport Base Public limited company) übergeben. Diese unterstand dem Komitee für Jugend, Sporterziehung und Sport, das dann in die Staatliche Agentur für Jugend und Sport umgewandelt wurde und später in das Ministerium für Jugend und Sport.
Am 13. August 2015 fanden die Bulgarischen Meisterschaften im Bahnradfahren im Velodrom statt.
Die Versuche des Bulgarischen Radsportverbandes zur Rückgabe des Velodroms blieben erfolglos. Das Velodrom befindet sich im Staatsbesitz. Das Velodrom ist im OECD-Bericht zu Gesellschaften im Staatseigentum aus dem Jahr 2019 als unveräußerliches Staatseigentum, das dem Ministerium für Jugend und Sport zugeordnet ist, klassifiziert.